# Alexei Semjonowitsch Koslow

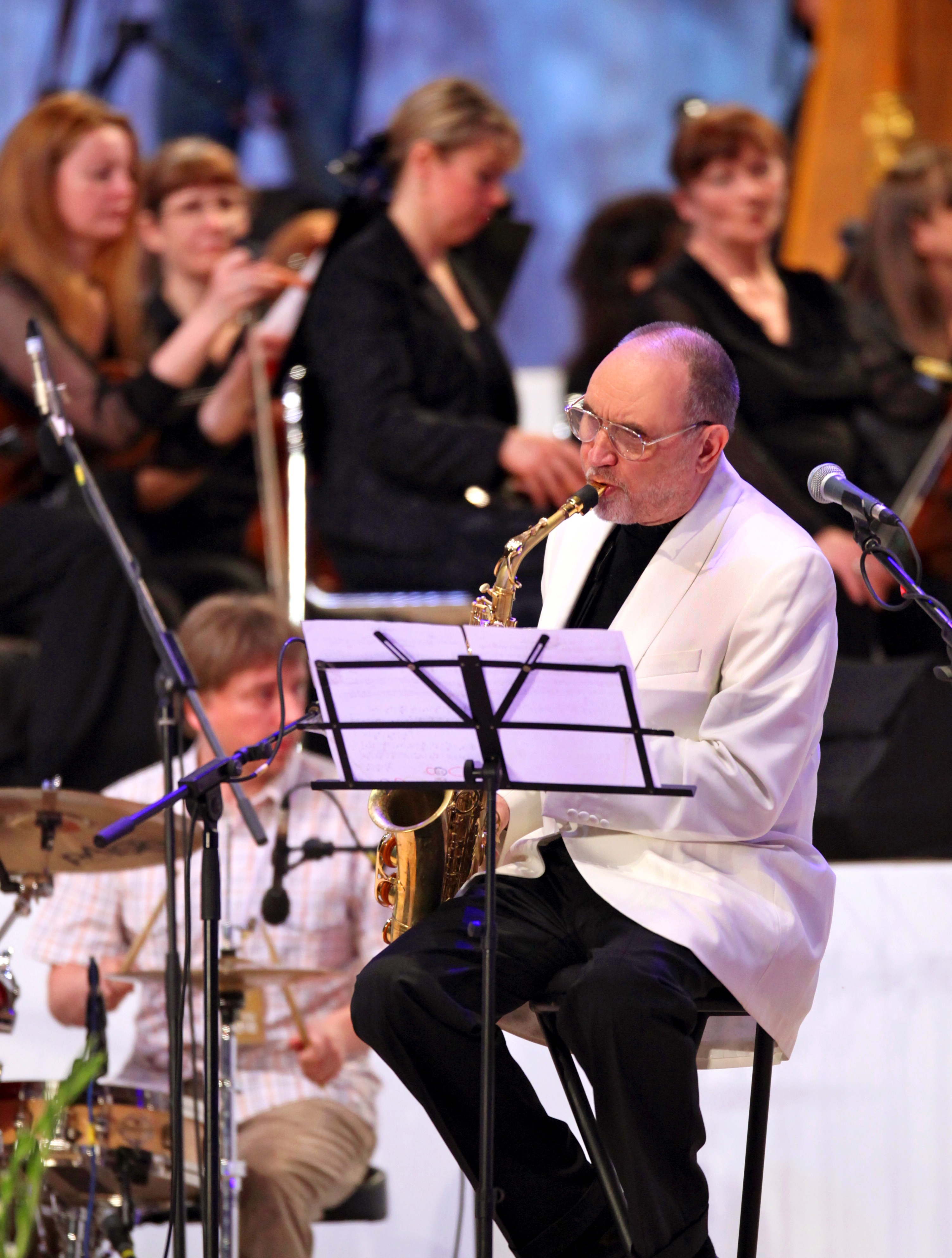
Alexei Semjonowitsch Koslow

Alexei Semjonowitsch Koslow, auch Alexey Kozlov (russisch Алексей Семёнович Козлов, * 13. Oktober 1935 in Moskau) ist ein russischer Jazz-Saxophonist.

## Leben und Wirken
Koslow war in der poststalinistischen Ära zum Jazz gekommen und spielte in verschiedenen Bands; im Hauptberuf arbeitete er als Ingenieur. Als Musiker hatte er nach Ansicht von Frederick Starr den Ruf eines „kompetenten Sonny Rollins und Roland Kirk-Imitator[s]“. Seine Kollegen stuften ihn als Amateur ein. Als der Modern Jazz in der UdSSR um 1970 immer elitärer wurde, verließ er diese Strömung und wandte sich der Rockmusik zu. Er gehörte mit seinem Ensemble Arsenal in den 1970er Jahren zu den Pionieren des russischen Jazz-Rock; 1973 gründete er die Gruppe, die bis 1976 im Untergrund bestand, als das Verbot von Rockmusik und Jazzrock aufgehoben und die Band beginnen konnte, auf Tourneen zu gehen und 1977–1991 eine Reihe von LPs aufzunehmen. Das erste, in Riga eingespielte Album der Band konnte erst 1980 vor den Olympischen Sommerspielen erscheinen. In den folgenden Jahren wurden sie in der gesamten Sowjetunion bekannt. Mit dem Tragen von Masken bei ihren Auftritten standen sie in den theatralischen Tradition des russischen Jazz; 1983 gründeten sie auch ein Theater. 1988 schrieb er eine Rockoper im Stil von Jesus Christ Superstar. Im Frühjahr 1998 gab die Band ihr Abschiedskonzert.
Ab 1986 moderierte Koslow regelmäßig Fernseh- und Radioprogramme über Jazz- und Rock-Geschichte; 1989 legte er ein Buch über westliche Rockmusik vor (Rock Music: Roots and Development). Er ist ferner Kolumnist in der Website Jazz.ru. Ab den 1990er Jahren arbeitete er mit dem Shostakovich String Quartet und dem Ars Nova-Trio.

## Diskographische Hinweise
- Opaljonnyje Vremenem... III (Boheme, 1998)
- Scorched by Time Vols. 1-4 (Boheme, 1977–1991, ed. 2000)
- Alexey Kozlov and the Shostakovich String Quartet (Boheme, 2000)
- The Second Approach Trio With Special Guest Alexey Kozlov: A Day for Dave (Art Beat, 2015)